# Angol Metodista Egyház
Az Angol Metodista Egyház (Methodist Church of Great Britain) az Egyesült Királyság legnagyobb metodista hitvallású felekezete, a szigetország negyedik legnagyobb keresztény közössége, mintegy 300 ezer taggal és mintegy 6000 gyülekezettel. 

## Kezdetei
Az 1730-as években széles körű ébredés kezdődött el Angliában, főként John Wesley, fivére, Charles és George Whitefield vezetésével, akik mindannyian az anglikán egyház papjai voltak. Eszközök lettek abban, hogy sokan elforduljanak bűneiktől, és Isten kegyelmével felruházva az Ő szolgálatába álljanak. A mozgalom jellemzői a laikus igehirdetők, bizonyságtételek, fegyelem és buzgó tanítványok csoportjai voltak. Ezek a csoportok „társaságok”, „osztályok” és „kis csoportok” néven váltak ismertté. Egy olyan lelki megújulási mozgalom volt ez, amelynek előfutárai között szerepelt a Philip Jacob Spener nevével fémjelzett német pietista mozgalom, a 17. századi angol puritanizmus és a Jonathan Edwards pásztor-teológus által leírt új-angliai lelki ébredés.

## A metodista ébredés Angliában
A nagy ébredés Wesley-féle szakaszának három főbb teológiai ismertetőjele volt: újjászületés kegyelemből, hit által; keresztyén tökéletesség vagy megszentelődés, szintén kegyelemből, hit által; és a Szentlélek bizonysága az elnyert kegyelem bizonyosságáról. John Wesley az általa képviselt teológiai látásmódban külön hangsúlyt fektetett a teljes megszentelődésre, mely Isten kegyelméből még ebben az életben lehetséges. Az angol metodizmus korai missziós tevékenysége során világszerte elkezdte terjeszteni a fenti teológiai tételeket.

## Egyházzá szerveződés
A metodisták jogi bejegyzésére 1784-ben kerül sor Angliában People called Methodists névvel. Az önálló egyházzá szerveződésre, az Angol Metodista Egyház megalakulására azonban csak Wesley halála (1791) után kerül sor. Az 1791-es évet követő fél évszázad során a metodista mozgalmat Angliában a különböző ágak jellemezték (pl. Egyszerű Metodisták (Primitive Methodism) - 1811, Keresztény Biblia Mozgalom (Bible Christian Movement) - 1815). A 19. század második felében a különböző ágak egyesüléséből alakult meg az Egyesült Metodista Szabad Gyülekezetek (United Methodist Free Churches). Amikor 1907-ben az Egyesült Metodista Szabad Gyülekezetek egyesülnek az Új Metodista Egyesüléssel (Methodist New Connexion) és a Keresztény Biblia Mozgalommal, megalakul az (Angol) Egyesült Metodista Egyház (nem összekeverendő az USA-ban 1968-ban létrejött Egyesült Metodista Egyház-zal). 
Végül 1932-ben került sor a három legnagyobb csoport egyesülésére: 
- a Wesleyánus Metodisták,
- az Egyszerű Metodisták
- az Egyesült Metodisták

e három csoport uniójával alakult meg a mai Angol Metodista Egyház. Néhány metodista ág azonban - mint pl. az Üdvhadsereg (Salvation Army) - továbbra is megőrizte függetlenségét.

## Hivatalos honlap
The Methodist Church of Great Britain